# Katedra w Roskilde

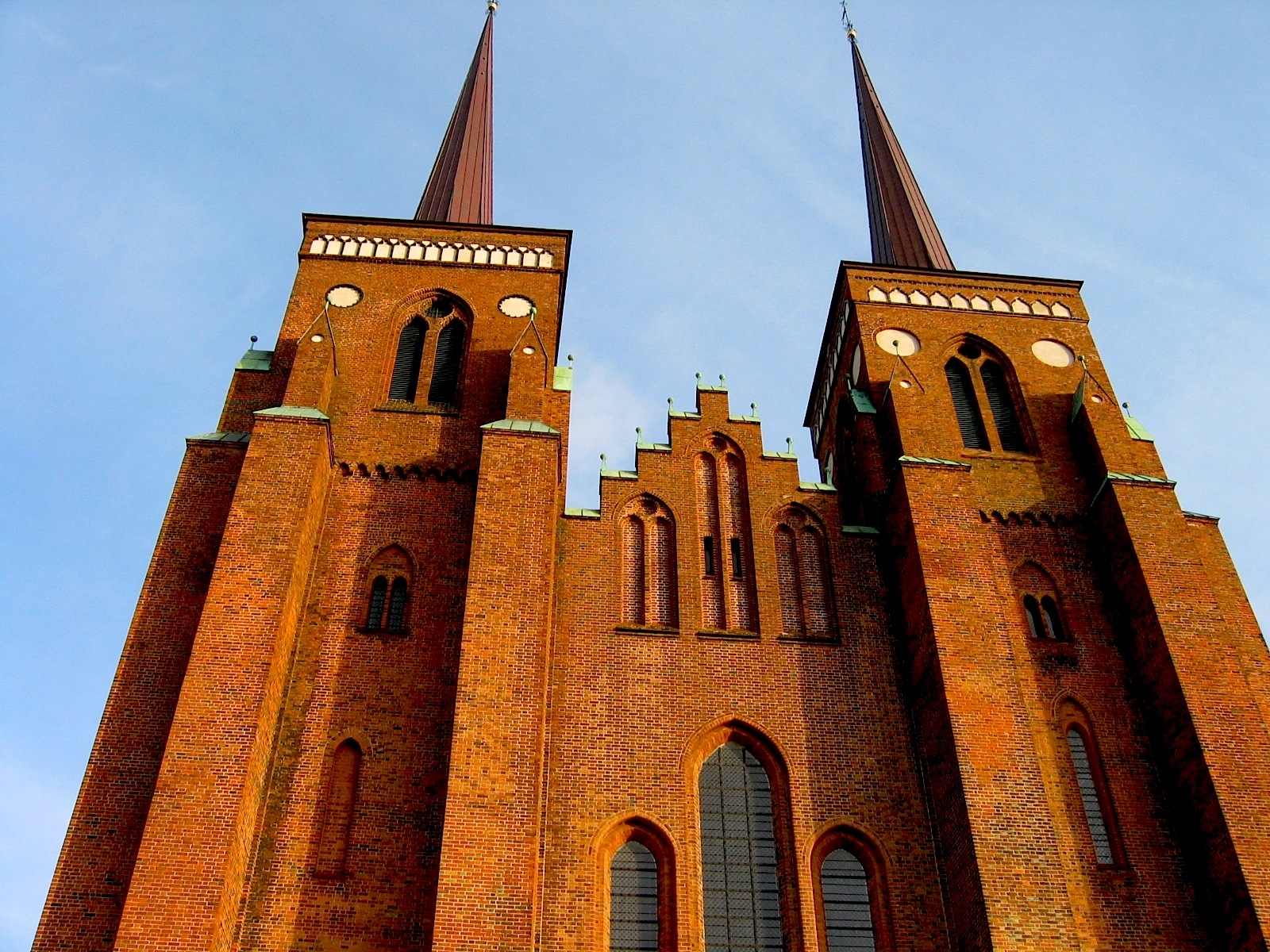
Zachodnia fasada katedry.

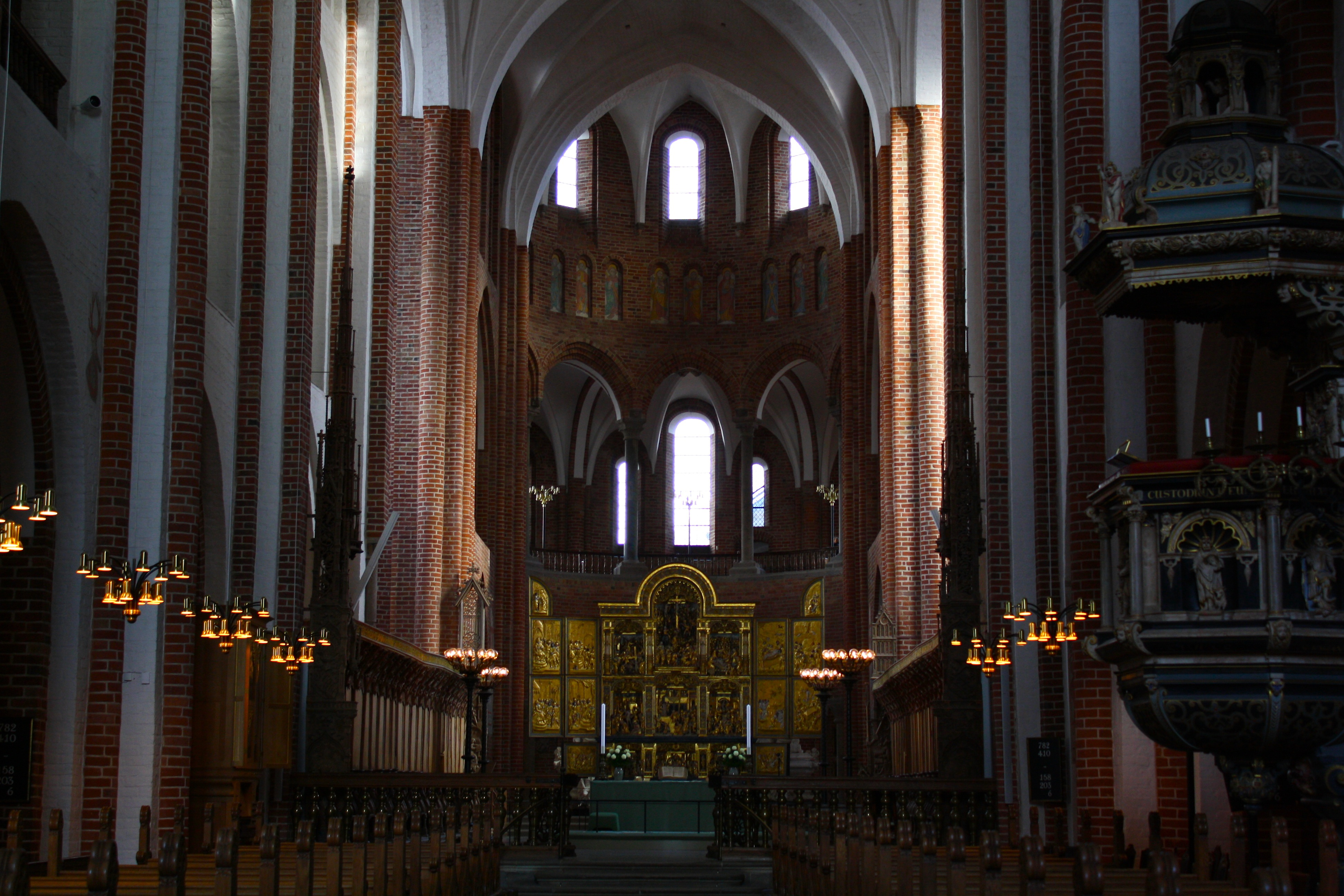
Wnętrze katedry.

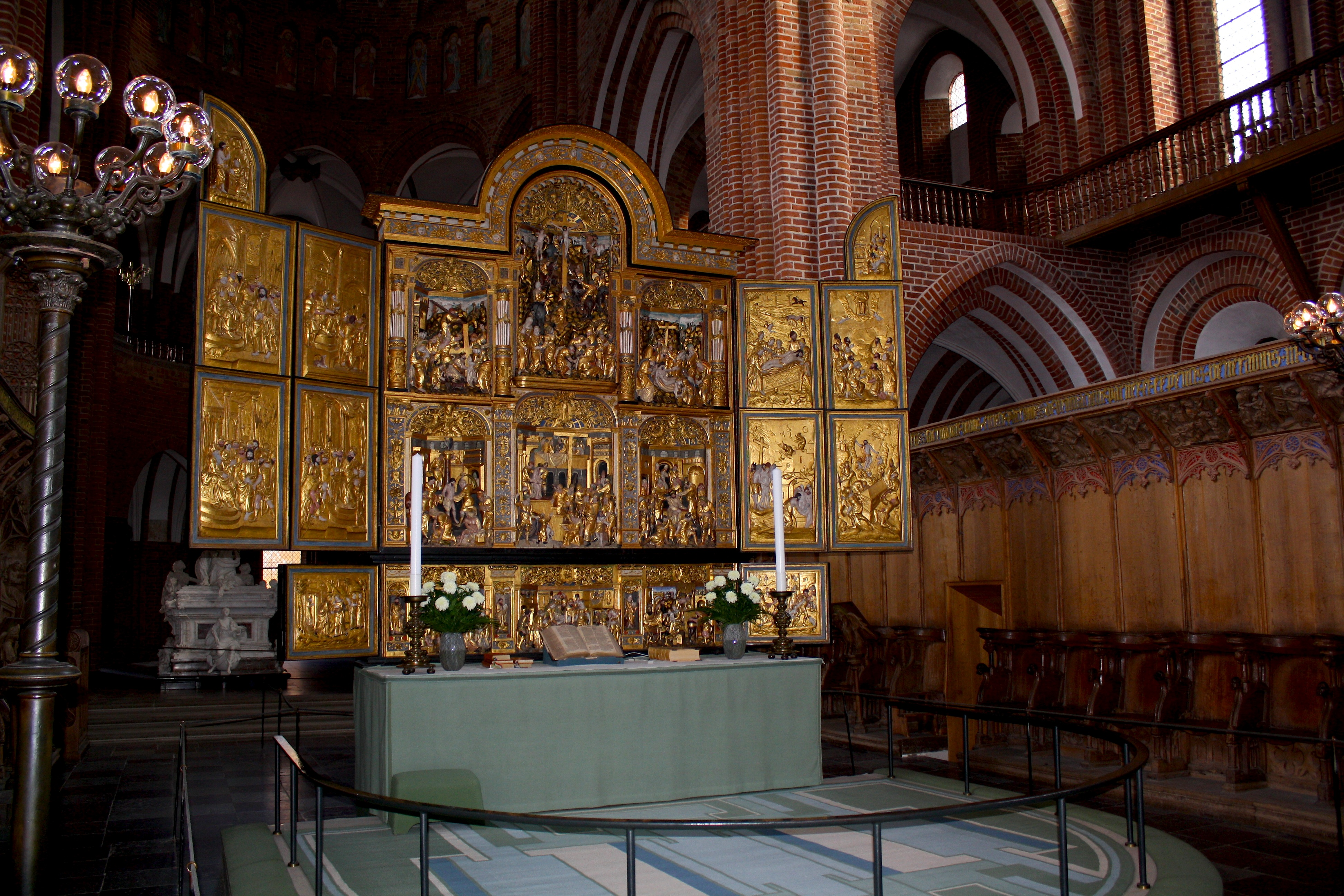
Ołtarz główny katedry.

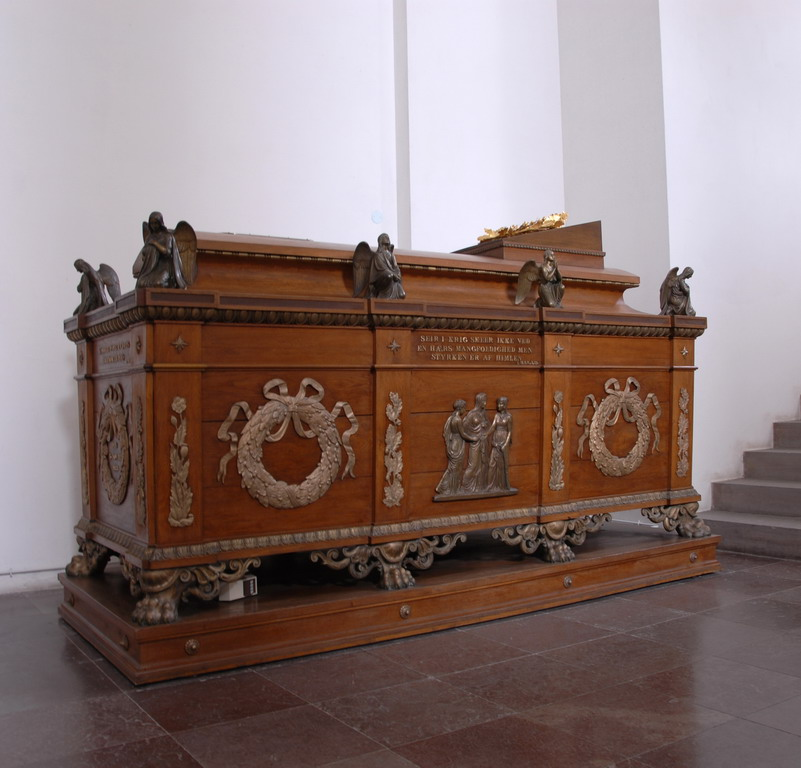
Grób króla Fryderyka VII.

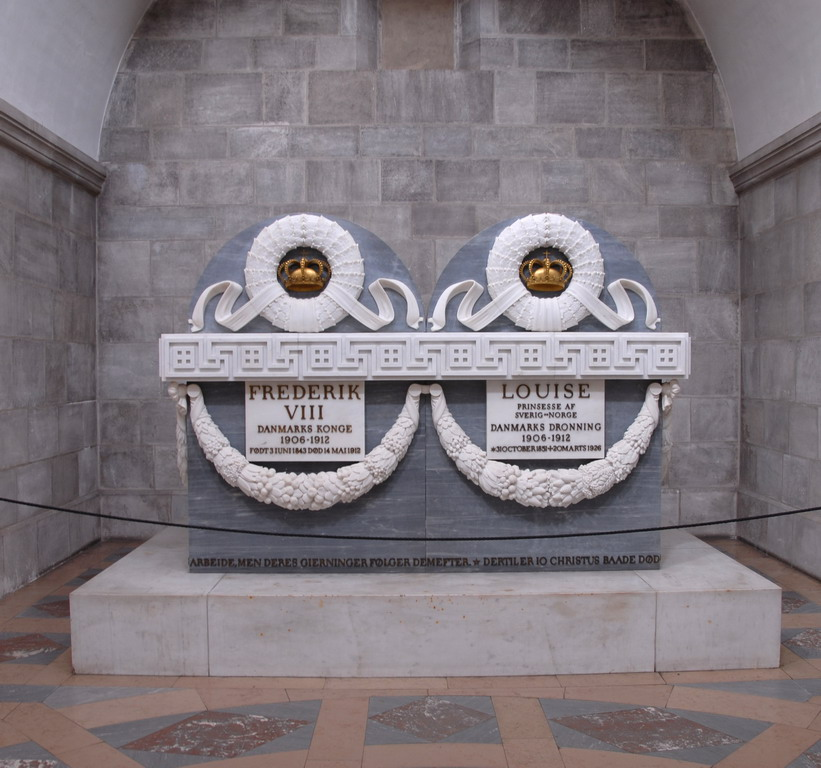
Groby króla Fryderyka VIII i królowej Luizy szwedzkiej.

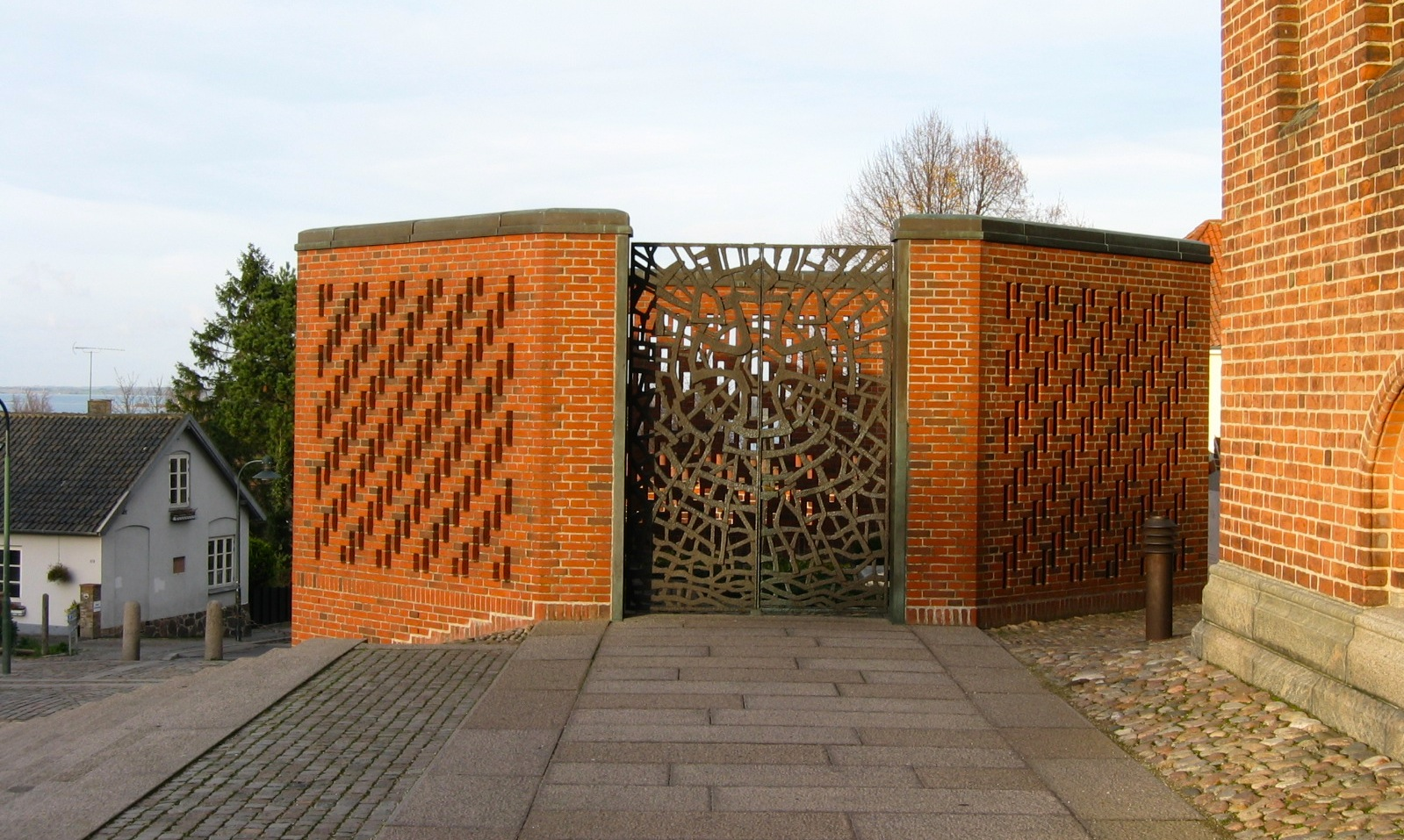
Mauzoleum króla Fryderyka IX i królowej Ingrid przed katedrą w Roskilde.

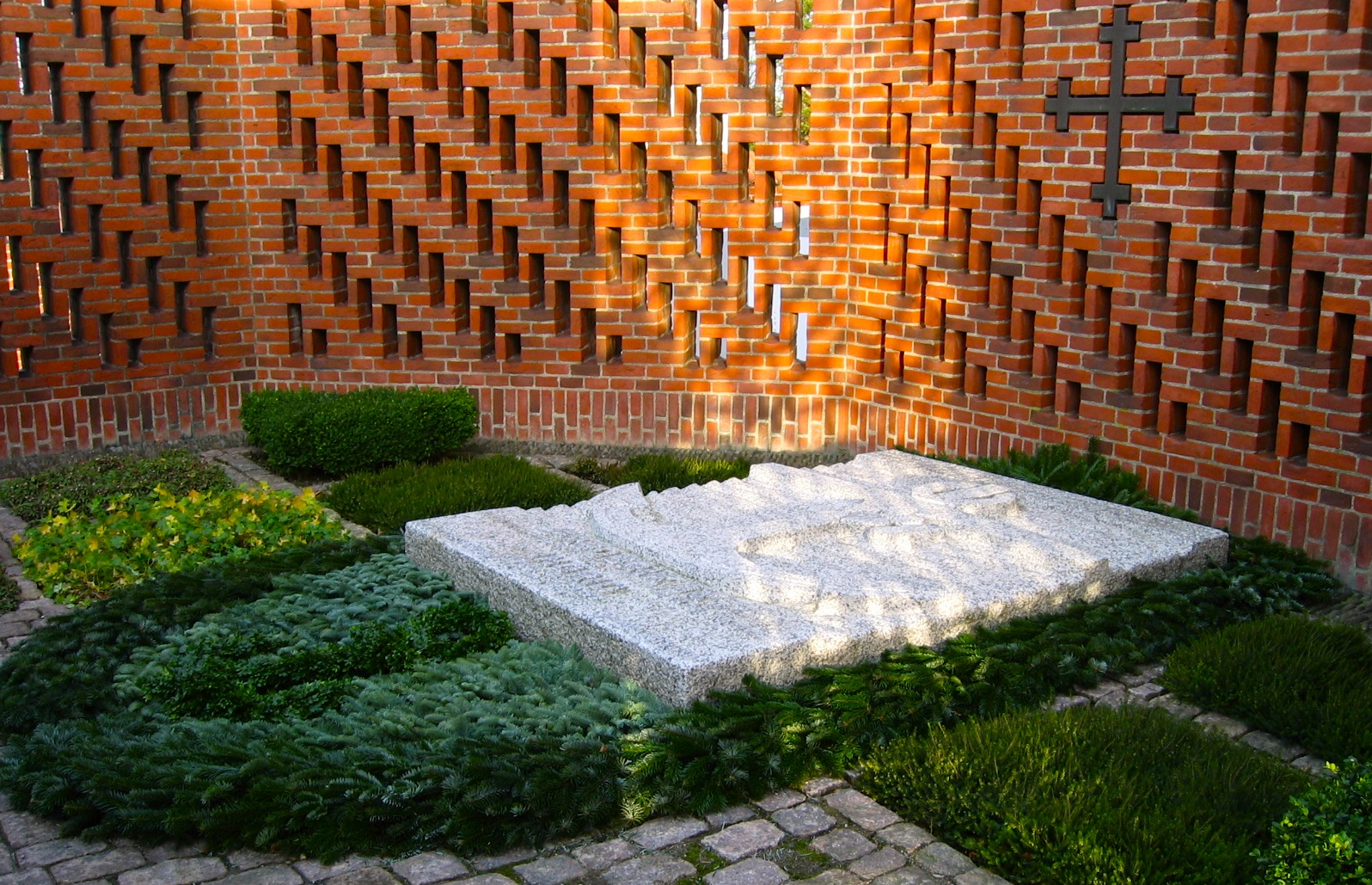
Grób króla Fryderyka IX i królowej Ingrid w mauzoleum przed katedrą w Roskilde.

Katedra w Roskilde (duń. Roskilde Domkirke) – gotycka katedra znajdująca się w Roskilde na Zelandii, we wschodniej Danii. Jako pierwszy gotycki kościół w Skandynawii, katedra stała się inspiracją dla gotyckiego budownictwa sakralnego w całej Europie północnej.

## Historia
Pierwszym kościołem, który powstał na miejscu obecnej katedry była, według Adama z Bremy, drewniana świątynia zbudowana przez króla Haralda Sinozębego, w murach której został później pochowany. Po tej budowli nie odnaleziono żadnych śladów. W XI w. drewniany kościół Trójcy Świętej, jak pierwotnie zwano późniejszą katedrę w Roskilde, został zastąpiony przez świątynię murowaną. Inicjatorką budowy była ks. Estrida, siostra króla Kanuta Wielkiego. Nowy kościół poświęcił ok. 1080 r. biskup Svend Normand, który ukończył budowę świątyni. Świątynia była bazyliką trójnawową z wieżami od strony zachodniej. Od strony północnej do świątyni przylegał budynek klasztoru służący za mieszkanie dla księży pełniących posługę w kościele. Około 1100 r. biskup Arnold otoczył całość murem i fosą, których resztki zalegają pod obecnym placem koło katedry. Plac ten do ok. 1820 r. służył jako cmentarz przykatedralny.
W poł. XII w. biskup Zelandii Absalon zainicjował przebudowę kościoła Trójcy Świętej w Roskilde w nowym stylu, który przywędrował do Danii, w gotyku. Rozpoczęte przez niego dzieło kontynuował biskup Skanii Anders Sunesøn i jego brat biskup Roskilde Peder Sunesøn, który podobnie jak Absalon, zdobył wykształcenie w Paryżu. Miało to decydujący wpływ na ostateczny kształt świątyni, która została przebudowana w stylu francuskiego gotyku, co było wtedy czymś zupełnie wyjątkowym w Danii. Budowa, do której zużyto ok. 3 milionów cegieł, została ukończona w ok. 1280 r. W XIV w. do katedry dodano dwie zachodnie wieże, ale charakterystyczne iglice wieńczące katedralne wieże zostały dodane dopiero w czasach panowania Chrystiana IV (1635).
14 maja 1443 roku, w wyniku pożaru, który wybuchł i ogarnął znaczną część Roskilde, zniszczeniu uległo pokrycie dachowe katedry. Pod wpływem wysokich temperatur popękały również szyby. Fundusze na odbudowę uszkodzonej katedry zebrano dzięki podpisaniu przez biskupów Danii zgody na przyznanie 40 dni odpustu darczyńcom na ten cel.

## Wnętrze
Katedra posiada 6 dzwonów (dwa z nich, pochodzące z ok. 1200 i 1613 r., zostały zniszczone w pożarze katedry w 1968 r. i zastąpione nowymi odlanymi w Holandii). Katedra jest świątynią trójnawową otoczoną wianuszkiem kaplic z różnych okresów. Centralnym elementem wyposażenia katedry jest wykonany w ok. 1560 r. w Antwerpii ołtarz główny, po obu stronach którego znajdują się stalle drewniane z 1420 r. Ponadto w katedrze znajdują się organy z 1554 r. oraz freski z XV i pocz. XVI w. Jednym z ciekawszych urządzeń świątyni jest mechaniczny zegar z figurami z końca XV w. przedstawiający walkę św. Jerzego ze smokiem. Centralnym elementem kaplicy Trzech Króli, gdzie znajdują się wspaniałe renesansowe nagrobki Chrystiana III i Fryderyka II, jest tzw. królewska kolumna, na której wyryte są kreski oznaczające wzrost zwiedzających katedrę monarchów. Według pomiarów na kolumnie królewskiej najwyższymi gośćmi katedry byli duński król Chrystian I (219,5 cm), car Rosji Piotr I Wielki (208,4 cm) i król Danii Chrystian X (199,4 cm). Najniższymi zaś: król duński Fryderyk VI (170,9 cm), król Syjamu Chulalongkorn (165,4 cm) i król Danii Chrystian VII (164,1 cm).

## Groby królewskie
W katedrze znajduje się szereg interesujących nagrobków królów i królowych Danii. W południowej części katedry, poza wspomnianą już kaplicą Trzech Króli, sarkofagi królewskie znajdują się jeszcze w kaplicy Fryderyka V. Najwspanialsze z nich to monumentalne marmurowe sarkofagi Fryderyka V (+1766) i Chrystiana VI (+1746). W prezbiterium za ołtarzem głównym znajduje się gotycki grobowiec królowej Małgorzaty I (+1412), a za nim barokowe, bogato zdobione nagrobki z białego marmuru XVII i XVIII wiecznych królów i królowych Danii. Pozostali duńscy monarchowie spoczywają w 2 kaplicach przylegających do katedry od strony północnej: w kaplicy Chrystiana IV (gdzie spoczywa on sam wraz z królową Anną Katarzyną, królem Fryderykiem III i jego żoną, królową Zofią Amelią) i w kaplicy Chrystiana IX (wystawne sarkofagi królów z dynastii Oldenbursko-Glücksburskiej: Chrystiana IX, Fryderyka VIII, Chrystiana X oraz ich żon). Przy północno-zachodnim narożniku katedry dobudowano w 1985 r. wolno stojącą kaplicę, która stała się miejscem pochówku poprzedniego króla Danii Fryderyka IX (+1972) i jego żony królowej Ingrid (+2000). W kaplicy znajdują się przygotowane miejsca pod przyszłe pochówki królewskie. W podziemiach katedry znajdują się krypty, w których pochowani są inni członkowie duńskiej rodziny królewskiej, a do 2006 r. spoczywała również carowa Maria Fiodorowna (ur. jako ks. duńska Dagmara, +1928), żona cara Aleksandra III, córka króla Danii Chrystiana IX.
Katedra w Roskilde jest najważniejszym kościołem grobowym duńskich monarchów. W świątyni spoczywają prochy 39 królów i królowych Danii, tj. wszystkich królów i królowych Danii od czasów Chrystiana III Oldenburga (z wyjątkiem królowej Karoliny Matyldy angielskiej, żony króla Chrystiana VII, zmarłej w 1775 r. i pochowanej w Celle k. Hanoweru):
- król Harald Sinozęby (+987)
- król Swen Widłobrody (+1014; grób nie zachował się)
- król Swen II Estrydsen (+1074)
- królowa Małgorzata I (+1412)
- król Krzysztof III bawarski (+1448; grób nie zachował się)
- jego małżonka królowa Dorota brandenburska (+1495)
- król Chrystian I (+1481)
- król Chrystian III (+1559)
- jego małżonka królowa Dorota z Saksonii-Lauenburga (+1571)
- król Fryderyk II (+1588)
- jego małżonka królowa Zofia meklemburska (+1631)
- król Chrystian IV (+1648)
- jego małżonka królowa Anna Katarzyna (+1612)
- król Fryderyk III (+1670)
- jego małżonka królowa Zofia Amelia brunszwicka (+1685)
- król Chrystian V (+1699)
- jego małżonka królowa Karolina Amelia heska (+1714)
- król Fryderyk IV (+1730)

i jego małżonki, królowe:
- Ludwika meklemburska (+1721)
- i Anna Zofia Reventlow (+1743)
- król Chrystian VI (+1746)
- jego małżonka królowa Zofia Magdalena brandenburska (+1770)
- król Fryderyk V (+1766)

i jego małżonki, królowe:
- Ludwika hanowerska (+1751)
- i Juliana Maria brunszwicka (+1796)
- król Chrystian VII (+1808)
- król Fryderyk VI (+1839)
- jego małżonka królowa Maria Zofia heska (+1852)
- król Chrystian VIII (+1848)
- jego małżonka królowa Karolina Amelia holsztyńska (+1881)
- król Fryderyk VII (+1863)
- król Chrystian IX (+1906)
- jego małżonka królowa Luiza heska (+1898)
- król Fryderyk VIII (+1912)
- jego małżonka królowa Luiza szwedzka (+1926)
- król Chrystian X (+1947)
- jego małżonka królowa Aleksandra meklemburska (+1952)

W wolnostojącej kaplicy przed katedrą pochowani są:
- król Fryderyk IX (+1972)
- jego małżonka królowa Ingrid Bernadotte (+2000)

Roskilde to polityczne i duchowe centrum historii chrześcijańskiej Danii.
W 1989 r. w katedrze w Roskilde gościł papież Jan Paweł II.